# Rivière Moncouche
Pour les articles homonymes, voir Moncouche.
La rivière Moncouche est un affluent de la rive est de la rivière Métabetchouane, traversant la Réserve faunique des Laurentides, coulant dans la province de Québec, au Canada. Le cours de cette rivière traverse le territoire non organisé de Belle-Rivière, dans la municipalité régionale de comté (MRC) de Lac-Saint-Jean-Est, dans la région administrative de Saguenay–Lac-Saint-Jean et le territoire non organisé de Lac-Jacques-Cartier, dans la MRC de La Côte-de-Beaupré, dans la région administrative de Capitale-Nationale.
La foresterie constitue la principale activité économique de cette vallée ; les activités récréotouristiques, en second.
La surface de la rivière Moncouche (sauf les zones de rapides) est habituellement gelée de la fin novembre au début avril, toutefois la circulation sécuritaire sur la glace se fait généralement de la mi-décembre à la fin mars.

## Géographie
Les principaux bassins versants voisins de la rivière Moncouche sont du côté nord la rivière Métabetchouane, le lac Huard et la rivière à la Carpe. Du côté est, on retrouve la rivière aux Écorces, la rivière aux Montagnais et le ruisseau Contourné. Du côté sud se situe la rivière Métabetchouane. Finalement du côté ouest on rencontre la rivière et le lac Métabetchouane.
La rivière Moncouche prend sa source à l’embouchure du Lac Starr (longueur : 3,3 km ; altitude : 477 m). Ce lac difforme ressemble à un grand X ; il comporte deux grandes baies vers le nord, deux au centre et deux au sud.
À partir de sa source (embouchure du lac Starr), le cours de la rivière Moncouche descend sur 14,7 km, avec une dénivellation de 80 m. Elle débute en allant 2,5 km vers le sud, jusqu'à la rive nord-est du lac Saint-Véran. Ensuite, elle coule 2,9 km vers le sud-ouest en traversant le lac Saint-Véran (altitude : 399 m) sur sa pleine longueur. Elle tourne ensuite 3,3 km vers le sud-ouest en traversant le lac Moncouche (altitude : 399 m) sur sa pleine longueur. Note : Les lac Saint-Véran et Moncouche sont interreliés, offrant ainsi 6,2 km à la navigation de plaisance.
Elle va ensuite 1,0 km vers le sud, jusqu'à la confluence de la rivière aux Montagnais (venant de l'est). Finalement. Elle coule sur une distance de 5,0 km vers le sud-ouest notamment en contournant une île et en traversant le lac du Méandre, jusqu'à sa confluence avec la rivière Métabetchouane.
À partir de la confluence de la rivière Moncouche, le courant descend la rivière Métabetchouane vers le nord sur 83,9 km jusqu’à la rive sud du lac Saint-Jean ; de là, le courant traverse ce dernier sur 22,8 km vers le nord-est, puis emprunte le cours de la rivière Saguenay via la Petite Décharge sur 172,3 km jusqu’à Tadoussac où il conflue avec l’estuaire du Saint-Laurent.

## Toponymie
Le toponyme «rivière Moncouche» a été officialisé le 5 décembre 1968 à la Banque des noms de lieux de la Commission de toponymie du Québec.